# Velika nagrada Milana 1937
Velika nagrada Milana 1937 je bila dvanajsta neprvenstvena dirka za Veliko nagrado v sezoni 1937. Odvijala se je 20. junija 1937 na italijanskem uličnem dirkališču Parco Sempione v Milanu. 

## Poročilo
Ozka, zavita in počasna steza v milanskem parku Sempione še zdaleč ni bila primerna za težke in močne dirkalnike Auto Union Typ C. Kljub temu dejstvu in porazu Achilla Varzija na lanski dirki, se je Auto Union dirke ponovno udeležil z enim dirkalnikom, tokrat za Rudolfa Hasseja. Na dirki je Scuderia Ferrari dosegla dvojno zmago, Tazio Nuvolari je v svoji prvi dirki po poškodbi zmagal s prednostjo preko dveh minut pred Giuseppejem Farino, tretje mesto je s krogom zaostanka osvojil Hans Ruesch, Hasse je bil le četrti. 

## Rezultati

### Dirka
| Poz | Št | Dirkač                     | Moštvo             | Dirkalnik         | Krogi | Čas/Odstop | Št. m. |
| --- | -- | -------------------------- | ------------------ | ----------------- | ----- | ---------- | ------ |
| 1   | 88 | Tazio Nuvolari             | Scuderia Ferrari   | Alfa Romeo 12C-36 | 70    | 1:37:15,2  | 1      |
| 2   | 78 | Giuseppe Farina            | Scuderia Ferrari   | Alfa Romeo 12C-36 | 70    | + 2:04,2   | 5      |
| 3   | 58 | Hans Ruesch                | Privatnik          | Alfa Romeo 8C-35  | 69    | +1 krog    | 2      |
| 4   | 82 | Rudolf Hasse               | Auto Union         | Auto Union C      | 69    | +1 krog    | 4      |
| 5   | 62 | Carlo Felice Trossi        | Scuderia Ferrari   | Alfa Romeo 12C-36 | 67    | +3 krogi   | 3      |
| 6   | 86 | Giovanni Minozzi           | Privatnik          | Alfa Romeo P3     | 66    | +4 krogov  | 6      |
| 7   | 56 | Andrea Brezzi              | Privatnik          | Alfa Romeo P3     | 63    | +7 krogov  | 7      |
| 8   | 74 | László Hartmann            | Privatnik          | Maserati 8CM      | 62    | +8 krogov  | 10     |
| Ods | 64 | Princ Bira Jacques de Rham | Scuderia Maremmana | Maserati 6C-34    | 48    | Gorivo     | 8      |
| Ods | 76 | Ernő Festetics             | Privatnik          | Maserati 8CM      | 32    |            | 9      |
| Ods | 84 | Renato Dusio               | Scuderia Maremmana | Alfa Romeo P3     | 16    |            | 11     |
| DNA | 62 | Emilio Romano              | Privatnik          | Alfa Romeo P3     |       |            |        |
| DNA | 68 | Luigi Villa                | Privatnik          | Bugatti           |       |            |        |